# Izydor Lotto
Izydor Lotto, né le 22 décembre 1840 à Varsovie où il est mort le 13 juillet 1927, est un violoniste virtuose polonais.

## Biographie
Lotto a étudié le violon avec Lambert Massart à partir de 1851, la composition avec Ambroise Thomas et l'harmonie avec Napoléon-Henri Reber, à partir de 1853 au Conservatoire de Paris.

## Compositions
- Fantaisie sur l’hymne national russe pour violon avec orchestre ou piano, op. 1. Fr. Kistner, Leipzig 1861.
- Concerto, op. 2. Fr. Kistner, Leipzig o. J.
- Fileuse. Romance sans paroles pour violon avec accompagnement de quintuor ou de piano, op. 8. Fr. Kistner, Leipzig o. J.
- Przy księżycu. Polka na fortepian. A. J. Wiśniakowski, Warschau ca. 1888.